# 2011年中国长江中下游旱灾
2011年中国长江中下游旱灾是開始於2011年4月，發生在中國長江中下游流域的旱災。這次旱災是自1959至1961年的旱災後50年來最嚴重的一次。旱灾所处的长江中下游平原是中国重要的商品粮生产基地，淡水渔业也相当发达。干旱使该地区的农业遭受重创，渔业也大幅度减产，受灾人口达三千四百万，大量牲畜饮水困难，直接经济损失149亿元人民币。干旱将對2011年的中國經濟、民生與生態環境产生重大影响。
这次旱灾影响范围广，持续时间长，中国各路媒体都作了大量的跟踪报道及专题讨论，反响非常大，中国高层也非常重视，胡锦涛、温家宝都曾到灾区体察灾情。包括水利、地质、气象等各类专家、学者从技术层面对旱灾作了多角度分析，但解读观点与所得结论歧异很大。众多的中国百姓也通过互联网发表自己的观点。对于旱灾的成因，有两种截然不同的观点：一种观点为，旱灾受制于全球气候的大环境，是自然现象；另一种观点认为，是三峡大坝蓄水严重影响区域性水量平衡，造成下游干旱，人为因素很大。

## 乾旱成因
由于此次干旱非常严重，引起中国各界的高度关注。对于干旱的成因，一方面是主流媒体採信的气象解釋，他们认为干旱是受大气环流异常影响，为极端的全球气候異常現象；另一种观点则不认同气候是导致干旱的主因，并坚信异常干旱的主因是三峡工程高位蓄水。 2011年5月中旬，中国国务院称三峡工程对长江中下游地区产生了不利影响，包括对下游的供水。 此前主流媒体多认为长江流域的干旱源于大气环流及温室效应，是该地区极端的气候異常现象，与三峡蓄水无关。

### 气象解释
中国气象局认为，长江中下游地区的持续干旱是大氣環流異常所致。该局在其气象网站发布文章称，造成此次长江中下游地区降水稀少的原因在于暖湿气流始终不强盛，不利形成降雨，还有西北太平洋副热带高压与往年相比偏东偏弱，太平洋水汽难以向长江中下游地区输送，造成了该地区降雨稀少，从而形成大面积干旱。该文指出：影响中国的海洋水汽有三个通道，其一，索马里越赤道气流，由西南越过赤道向东输送，但该气流今年明显偏弱；其二，孟加拉湾附近的越赤道气流也偏弱；其三，南中国南海和副热带高压有关的越赤道气流同样较弱。气象局专家进一步指出，即使来自北方的冷空气活跃，但由于来自海洋的暖湿气流偏弱，无法在长江流域与冷空气形成冷暖交汇，从而难以形成有效降雨。也有媒体文章认为，这次长江中下游地区的干旱可能与“全球溫室效應”相关。

### 三峽大坝誘發乾旱論

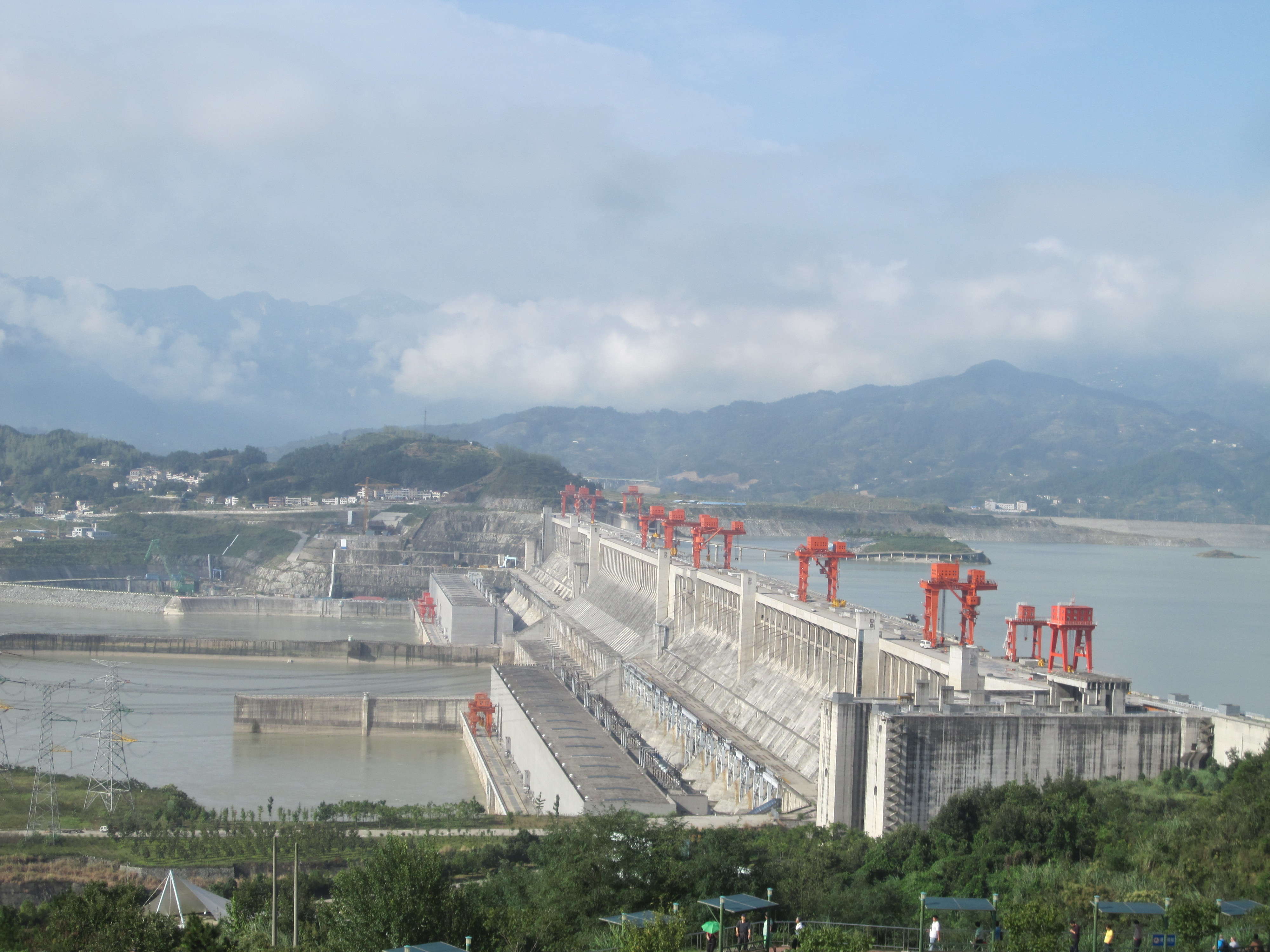
三峡大坝被指诱发大旱

三峡水利工程在中国一直存在极大的争议，而水利专家之間的看法也存在相當大的分歧，如清华大学教授黄万里和湖南省水利专家聂荣芳曾公开反对兴建这座大坝。网路有文章披露，黄万里从生态环境与环保角度论证了三峡建坝不可行，为此曾数度上书中国领导人阐述自己的论点和主张，但最终未获支持。1992年4月7日，国务院向全国人大提交的三峡工程议案进入表决程序，参与表决的人大代表共计2633人，结果是1767票赞成，177票反对，664票弃权，另有25名代表未作表决，赞成票约占总票数的2/3。议案虽然通过，但其得票率创历届全国人大得票率的新低。三峡工程从酝酿到施工成形，運作至今一直争议不断，这次的长江中下游大旱更是将这一争议推向高潮。2011年5月31日，香港大公报网媒登载署名文章，指“长江中下游干旱也与三峡有关”。

#### 木桶效应
2006年川渝大旱發生，三峽誘發長江乾旱的論點開始形成。8月中旬，一名被媒體冠以「北京地理環境學者」頭銜的王紅旗，提出他的「木桶效應」論點。他認為三峽大壩建成後，會使水汽不能正常循環，導致像這次2006年的高溫旱災。但此說法，立即遭到中國官員與主流學界的一致反駁，並解釋四川盆地上空暖性大陸高壓的持續作用，是導致高溫和乾旱的主要原因。而深層原因，則在全球氣候的暖化。王紅旗後來補充說明，三峽大壩是造成川渝高溫干旱的主要原因之一，但不是最主要的原因。儘管王紅旗提出的論點遭到各界質疑與反駁，但是面對1992年的《长江三峡水利枢纽环境影响报告书》的官方說法：「三峽建庫後，對溫度、濕度、風和霧的水平影響範圍一般不超過10公里。」至今仍不能為乾旱成因提出一個滿意的答案。有氣候專家認為，三峽工程對氣候的影響，需要更長時間的觀測分析，更多的研究方法。目前還不能確定三峽工程是否與降雨量有直接關係，但三峽大壩工程對生態長遠的影響，多少加劇了乾旱災情。然而问题是，当年干旱地区的也包括并非长江流域的河南、山东、浙江等地，且当年度干旱最为严重的云南贵州地区处于三峡上游。可见由于兴建三峡工程导致大旱的说法，明显带有偏倒的错误。

#### 清水下切江槽
原湖南省水利厅副总工程师、洞庭湖经济和社会研究会首席专家聂芳蓉认为，三峡工程改变了长江中下游的原生态，加剧了旱情。他分析指出，三峡水库9月、10月蓄水时的下泄流量只有几千立方米每秒，下游江段自然少水；另外由于三峡水库多年蓄水，大量泥沙在库内沉积，库内下泄的清水下切下游河槽，造成长江河道水位下降，使得中下游的湖水加速流入长江，湖面水位随之大减而导致干旱。他还认为此前湘江、洞庭湖等长江中下游支流的冬季大旱也与三峡工程相关。已故中国水利专家黄万里曾预言三峡大坝会对长江中下游地区的气候产生严重影响；而中国工程院院士沈国舫则持相反观点，认为长江中下游的干旱并非三峡大坝引起，是大范围的气候因素促成了该地区的干旱，但跟贴留言几乎全部反对他的说法。

#### 高水位蓄水改变雨水时空分布
也有观点认为，三峡水库宽阔的水面会严重影响区域性的大气循环，使长江中下游的降水量发生改变；另外，三峡蓄水后巨大的水压，导致江水严重渗透，从而使上游江水在库区或四川盆地大量积聚，虽然流域内的水体总量变化不大，但在某个时期内本应下泄的江水被大量截流在大坝上游，使得长江中下游的江面和流域内的湖泊水面收窄，水气蒸发减弱，从而改变大坝上游与下游降水在时间和空间上的分布，引发中下游地区的季节性干旱。对这种观点，官方媒体基本不予承认，但网路上有关长江中下游干旱的各种论坛却是一边倒地支持这种说法。

#### 政府声音
2011年5月18日的中国国务院常务会议指出，“三峡工程在防洪、发电、航运、水资源利用等综合效益开始全面发挥，但同时在移民安稳致富、生态环境保护、地质灾害防治等方面还存在一些亟须解决的问题，对长江中下游航运、灌溉、供水等也产生了一定影响”；另外，中国新华社也在其英文新闻报导中引用专家发言称，“如果不采取预防措施，三峡大坝项目将会引发巨大的灾难”；6月初，温家宝视察长江中下游旱情，强调在南水北调工程中，应考虑生态环境，注重生态平衡。有网路评论认为，这些公开发布的消息，表明官方间接认同三峡大坝与长江中下游干旱具有关联性，只是没有披露具体影响程度。

### 人为因素
新华网的文章认为，长江中下游干旱的主因是天灾，但各地的人为因素对干旱也有很大影响，并总结了三个具体的人为因素。第一，各地在河道湖泊非法挖沙，使河道深度严重下切，水位下降，造成沿江沿湖地区取水困难；第二，地方小水电站快速发展，在干旱期间蓄水发电，成为抗旱的“拦路虎”，并列举江西修河流域，因上游电站不愿放水，致使下游二万亩早稻田缺水灌溉；第三，各地水利设施老舊，几十年前修建的水利设施，有些损毁严重，甚至時常無法运转，难以满足抗旱需求。

## 各地灾情
长江中下游流域内的江汉平原、洞庭湖平原、鄱阳湖平原等是中国重要的商品粮基地，沿江分布着众多的大小湖泊，水产养殖也颇为发达，被誉为中国的“鱼米之乡”。大面积干旱造成这一地区的许多湖泊见底、河流干涸，农业和渔业受灾严重。據中央电视台所傳送的影像顯示，中国最大的淡水湖－鄱阳湖，湖面严重萎缩，原本行舟的湖面因干涸而长满杂草，至於无草的湖底甚至土质堅硬，汽车還可在上面自由行駛。有消息称，长江中下游旱灾將推高中国粮价，但官方媒体引用专家观点认为“长江旱情难撼粮价，专家称应管好通胀预期”。
此次干旱影响范围非常广，湖北、湖南、江西、安徽的大部分地区受旱灾波及，江苏、上海等沿江地区及浙江北部地区亦受牵连，尤以湖北、湖南两省最为严重。2011年5月下旬，中国民政部救灾司发布所有災區的統計數據，截至5月27日，长江中下游的干旱导致3483.3万人受灾，423.6万人的饮水受限，需要救助的人口506.5万；107万头（只）牲畜饮水困难；农作物受灾面积3705.1千公顷，其中绝收面积166.8千公顷；直接经济损失149.4亿元人民币。

### 湖北
中国人民网文章指出，长江流域持续干旱，使湖北省江汉平原南部、鄂东大部、鄂西北和鄂西南局部呈现重度以上气象干旱。文章援引湖北省防办数称，截至5月15日的统计数据，除神农架林区外，湖北其他16个市州、80个县市区均有旱情，农田受灾面积1451.7万亩，其中有739.5万亩生长中的农作物因旱遭灾（重旱96.3万亩）、630.6万亩水田缺水、81.6万亩旱地缺墒；41.2万人和14.3万头大牲畜饮水困难，直接经济损失71亿元人民币。干旱亦使汉江上的丹江口水库出现历史最低水位。为缓解旱情，湖北各地曾实施人工增雨，共有飞机4架次升空播撒增雨剂，地面高炮和火箭发射增雨弹350多次。　

### 湖南
干旱使湖南湘江和洞庭湖水位持续下降，湘江大片河床裸露，洞庭湖水位创1968年以来的最低纪录。大旱使全省747.2万人受灾，156.6万人和48.7万头大牲畜出现饮水困难，需救助人口122.6万人，农作物受灾697千公顷，其中绝收52千公顷，直接经济损失27.4亿元人民币。洞庭湖的低水位给东洞庭湖湿地自然保护区带来严重灾难，数万亩湿地干涸，延长了苔草生长期。大旱也使湘西土家族苗族自治州的125条溪河断流，158座水库干涸，许多水库、山塘濒临死水位。　

### 江西
江西坐拥中国最大的淡水湖泊－鄱阳湖，严重干旱使鄱阳湖湖面大幅度收窄，水域面积只有往年平均值的16%，原本廣阔的湖面因缺水而演变为“草原”和滩涂，渔业受灾严重。江西第一大河－赣江早在4月就创下历史最低水位纪录，灌溉用水严重受限。江西气象部门称，2011年以来全省降雨不足多年均值的一半，致使北部和中部分地区出现严重的春夏连旱，一些地方一季稻无法栽插。江西省民政厅报称，截至5月29日，有111万人因旱遭灾，需要政府救助。为应对江西的重大灾情，中国民政部紧急启动国家四级救灾应急响应，派出工作组察看江西灾情。　

## 救灾中的问题
有媒体报道称，中国疆域辽阔，各种自然灾害频发不足为奇，并对官方及时通报灾情、积极救灾的行动抱持肯定态度。报道还认为，“报喜不报忧”几乎是官场的潜规则，由于地方官员无需对自然灾害负责，他们在报告灾情时往往喜欢“报多不报少”，甚至刻意夸大灾情，目的是想得到更多的中央财政救济，这与地方官員一般习惯隐瞒人为灾难的做法迥然不同。基於利益的驱使，有些地方一有灾情就立刻联系记者前来拍照、摄影，并极力描述轻灾區为重灾區，甚至在媒体上买版面和播出时段，人为制造“严重受灾”的气氛，以引起社会和上级政府的“强烈关注”。中国的救灾资金发放并非统一管理，而是发放权分布中央各部，如民政部、农业部、水利部等。地方灾区申请救灾款项是分部门申请，上级部门各自下拨，这为灾区夸大灾情，並要求更多救济打開了方便之門。另外，有些媒体为制造轰动效应，也十分热衷灾情炒作，尽可能地将报道方式多样化，这对上级政府及社会大众了解實際灾情非常不利。　

## 防灾措施
长江中下游干旱有许多人为因素，正是这些人为因素导致干旱程度进一步加剧。由于这次旱情异常严重，民众关注度极高，在遏制人为因素加剧旱情方面，许多民众通过网路博客、专题、评论、论坛等多种方式，为预防或减轻灾害给出了许多办法。第一，在工业化和城市化进程中要严格评估生态因素，通过调研，科学规划，找出最佳结合点。目前中国各地的工业化和城市化，使大量稻田变成了城市或工业区，水塘、河沟通过掩埋、填平变成工厂，对生态破坏严重，是给干旱雪上加霜的重要因素。第二，纠正过往“围湖造田、填湖造城、围水造楼”的反生态行为，因为这些行为导致湖泊库容大幅萎缩，蓄水和调节功能严重下降，这是加剧旱情又一原因。第三，通过行政和司法手段加强森林和植被的保护，尽量减少或杜绝工农业生产对生态的破坏。第四，新的水利工程要特别注意对生态环境的影响，将生态与环保放在第一位来考虑，避开唯GDP论。第五，将生态和环保成绩作为考核官员的硬性指标，工作不力者不予任用，支持、纵容破坏生态和环保者予以严惩。　

## 影響

### 经济
长江中下游流域自古以来就是中国的粮仓，号称“鱼米之乡”。古云“湖广熟，天下足”，足见这一地区在中国極其重要的经济地位。旱灾直接导致长江中下游地区粮食减产，水产品供应能力下降。由于江水水位偏低，大吨位船舶无法航行，货物运输受阻。旱灾也使流域内的工业用水奇缺，许多企业开工不足，有些甚至停工。进入5月份，特大干旱使民众对粮食减产的担忧情绪逐渐升温，实际上中国部分地区的粮食及蔬菜价格已出现大幅反弹，这与4月的物价回落和市场滞销形成鲜明对比，物价变换犹如闪电。大旱对中国经济的影响是全面性的、深层次的，随着時間的推移，各種隱憂將逐一浮现出來，使中国原本面临的通胀压力日益加劇。
由于旱灾导致长江中下游地区粮食产量粮食严重减产，此一地区過去在中国粮食輸出所占比重较大，在國際市场粮价不断高涨的背景下，預期会帶動全球粮价不断上涨。

### 生態環境
长江中下游的持续大旱，将对这一地区的生态环境造成严重破坏。中国环保部门认为，受干旱影响最严重的是长江中下游流域湖泊的水质，其次湿地和候鸟栖息。另有文章认为，长江中下游干旱是灾难性的，并有固化的可能，一旦固化后果不堪设想；文章进一步指出，气候变化带来的灾难虽无可估量，而人为因素却对灾难起到了推波助澜的作用，如中国南方许多地方漠视自然生态，在水资源管理上表现粗放，重索取轻保护，给原本脆弱的生态雪上加霜。生态环境一旦恶化，恢复起来非常困难，周期也极其漫长，耗时几年、几十年、几百年都有可能。中国清华大学教授卢风认为：“走出生态危机需确立超越物质主义的信仰”。中国高层显然明白生态失衡的灾难性后果，既然是灾难性的，那就涉及到政治、经济、环保等诸多问题。国务院总理温家宝在视察江西旱情时指出，进行中的南水北调工程必须考虑生态因素。这一现象表明，长江中下游的特大干旱促使官方对建成、在建和将建的水利工程，开始在生态平衡和环境保护方面进行重新评估。

### 水灾及地震预警
中国民间普遍认为“大旱之后必有大涝”，而中国气象局局长秦大河则认为，此观点是民间的经验性总结，未必准确，而真实的情况再次应验了民间说法。2011年6月3日后，长江中下游流域普遍降下中到大雨及特大暴雨，湖南、湖北水患成灾，其中湖南局部地区的强降雨300年一遇，引发山洪和泥石流。截至6月11日，两省已有44人死亡，逾百万人受灾，大量农田被淹，许多民房被洪水冲塌。

有学者根据史料记载，研究了中国两千余年来发生的特大地震，总结出大旱与特大地震的关联性极为紧密。该研究认为，大旱后发生地震的可能性达八成，而大震前一至三年半内出现干旱情形的概率達九成。如1976年唐山大地震前的1972年，华北地区严重干旱；2006年川渝大旱后，爆发2008年的汶川大地震；西南五省干旱后，青海玉树又发生强烈地震等。持干旱伴随地震的观点认为，从地质上解释干旱是地壳内部应力发生改变，地球内部能量向大气层释放，从而影响地面局部地区的天气与气候。根据这一说法，长江中下游大旱可能是地震前兆；但也有专家认为，干旱与地震虽有联系，但没有证据证明二者的必然性。

## 评价
此次干旱范围之广、灾情之重为历來罕见。灾情爆发后，中国政府行动迅速，救灾积极，高层领导人也频现灾区体察灾情，督导救灾，受到多方肯定。但有媒体观点认为，此次干旱自然因素和人为因素参半，暴露出中国在处理生态、环保和经济建设关系上的严重问题，是利益主导的人为因素将灾情进一步加剧，致使以三峡工程为首的一系列水利工程成为人们宣泄不滿情绪的主要對象。有民众通过网路批评中国许多地方政府片面追求经济利益、漠视自然生态，毁林开荒、填湖造田、毁田建房的现象比比皆是；在大江大河上更是梯级建坝、穷追猛堵，使流域内的生态环境恶化。网路上的许多观点认为，对于像长江这样的大河，要像古人治水那样，重在疏导（如都江堰），而不是截流（如三峡大坝及长江干、支流上众多的水电站設施），要顺应自然规律，打破“人定胜天”的迷思，追求人与自然的和谐，使旱灾不会因人为因素而進一步恶化。

## 延伸閱讀
- 中科院环境评价部、长江水资源保护科学研究所. . 中科院. 1996年. ISBN 9787030055286.
- 黄真理、吴炳方、敖良桂. . 科学出版社. 2006年9月. ISBN 9787030168795.
- 蔡庆华、刘敏. . 气象出版社. 2010年11月. ISBN 9787502950590.

## 外部連結

### 官方資訊
- 国家防汛抗旱总指挥部办公室 - 2011防汛抗旱专题
- 中国干旱气象网（页面存档备份，存于）
- 湖北省气象局
- 湖南省气象局（页面存档备份，存于）
- 江西省气象局

### 時事專題
- 长江中下游遭遇旱灾_网易专题（页面存档备份，存于）
- 中证网 - 旱灾最新进展（页面存档备份，存于）
- 专题：直击长江中下游旱灾 - 时事 - 时代周报